# (10619) Ninigi
(10619) Ninigi  es un asteroide perteneciente al cinturón de asteroides, descubierto el 27 de noviembre de 1997 por Tetsuo Kagawa y Takeshi Urata desde el Observatorio Gekko, en Japón.

## Designación y nombre
Ninigi se designó inicialmente como 1997 WO13.
Más adelante fue nombrado en honor a la deidad mítica japonesa Ninigi.

## Características orbitales
Ninigi orbita a una distancia media del Sol de 2,3593 ua, pudiendo acercarse hasta 2,2170 ua y alejarse hasta 2,5016 ua. Tiene una excentricidad de 0,0603 y una inclinación orbital de 7,8714° grados. Emplea en completar una órbita alrededor del Sol 1323 días.

## Características físicas
Su magnitud absoluta es 14,0. Tiene 3,736 km de diámetro. Su albedo se estima en 0,349.